# Doorn

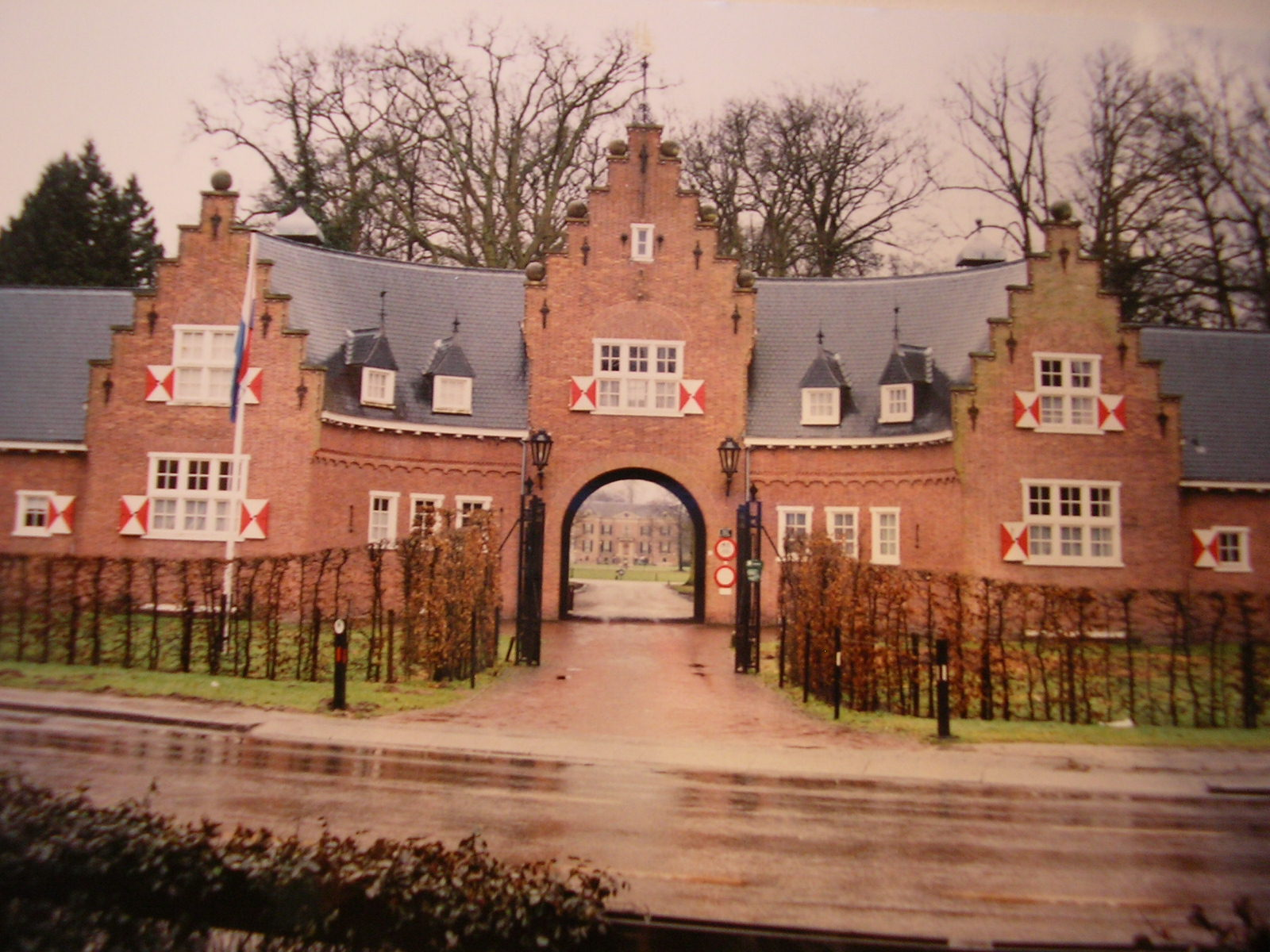
Huis Doorn.

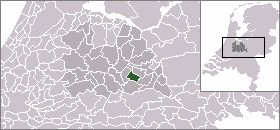
Doorns läge

Doorn är en historisk kommun i provinsen Utrecht i Nederländerna. Kommunens totala area är 22,25 km² (där 0,01 km² är vatten) och invånarantalet är på 10 248 invånare (2005). 1918 fram till sin död 1941 levde den före detta tyske kejsaren Vilhelm II av Tyskland i Doorn, och han ligger även begravd här.